# 長井津
長井 津（ながい わたる、1889年10月 - 1963年）は、健康法の一種である真向法の創始者。福井県出身。
中年期に罹った脳卒中により左半身不随となるが、独自の体操法を編み出すことでこれを克服。その体操法を後に「真向法」と名付け、普及に努めた。

## 概歴
福井県の越前岬に近い浄土真宗の勝鬘寺に、9人兄弟の3男として生まれる。長兄は東京帝国大学教授長井真琴、弟に海軍少将長井満、陸軍中佐長井洗がいる。中学を中退して商売で身を立てようと単身上京し、大成建設の前身である大倉組に入社。大倉財閥の大倉喜八郎に師事する。30歳で呉支店長に出世して財を築くが、34歳の時に妻に先立たれる。
多忙とストレスの続く生活の中、42歳の時に脳溢血に倒れ、左半身不随の身となる。医師からは不治と診断されて悶々と日々を送る中、精神の安定を求め、実家の勝鬘寺の経典の中から『勝鬘経』を紐解く。その中の「勝鬘及一家眷属頭面接足礼（勝鬘婦人と一族・従者達は、頭を仏の足に接して礼拝し、清浄な心を以て仏の真実の功徳を嘆称したてまつった）」と言う一節が目に留まった。この「頭面接足礼」とは五体投地礼の一種であり、両手を伸ばして相手の足を取り、腰を曲げて相手の足に自分の額を押し頂いて拝む最上の礼拝である。
しかし、実際に行ってみると長井は全くこれを行うことが出来なかった。礼拝とは、釈迦の教えをありのままに拝聴する身構えが出来ていると言う意思表示であり、頭面接足礼が出来無ければ、素直に教えを聞く準備が出来ていないのだと考えた長井は、この礼拝の練習を毎日行う。これは後に真向法の第一体操と呼ばれるものになるが、この練習を3年の間行い、更に第二体操を編み出して練習に加えて繰り返している内に、次第に体が柔軟になり、不自由だった体が元の通り動いて、以前にも増して健康になって行った。
この二つの体操に驚嘆すべき自然治癒力のあることを確信した長井は、これを世に広めようと努力するようになる。当初は「念仏体操」と称していたが、「礼拝体操」「日本国民体操」「昭和体操」「中和柔和法」と名前を変えて行った。体操が2種類から4種類になるのは昭和18年頃からである。
1946年（昭和21年）正月、長井は二首和歌を詠み、その内の一首が
「真澄空　唯一つなるみ光を　仰ぎ拝（おろが）む　今日のたのしさ」
と言う和歌であり、これを1月12日に
「真澄空　唯一つなるみ光を　真向仰げ　四方の国人」
と改作し、ここから取って最終的に体操法を「真向法」と名付けた。
1963年（昭和38年）、交通事故により死去。